# Linda Larkin

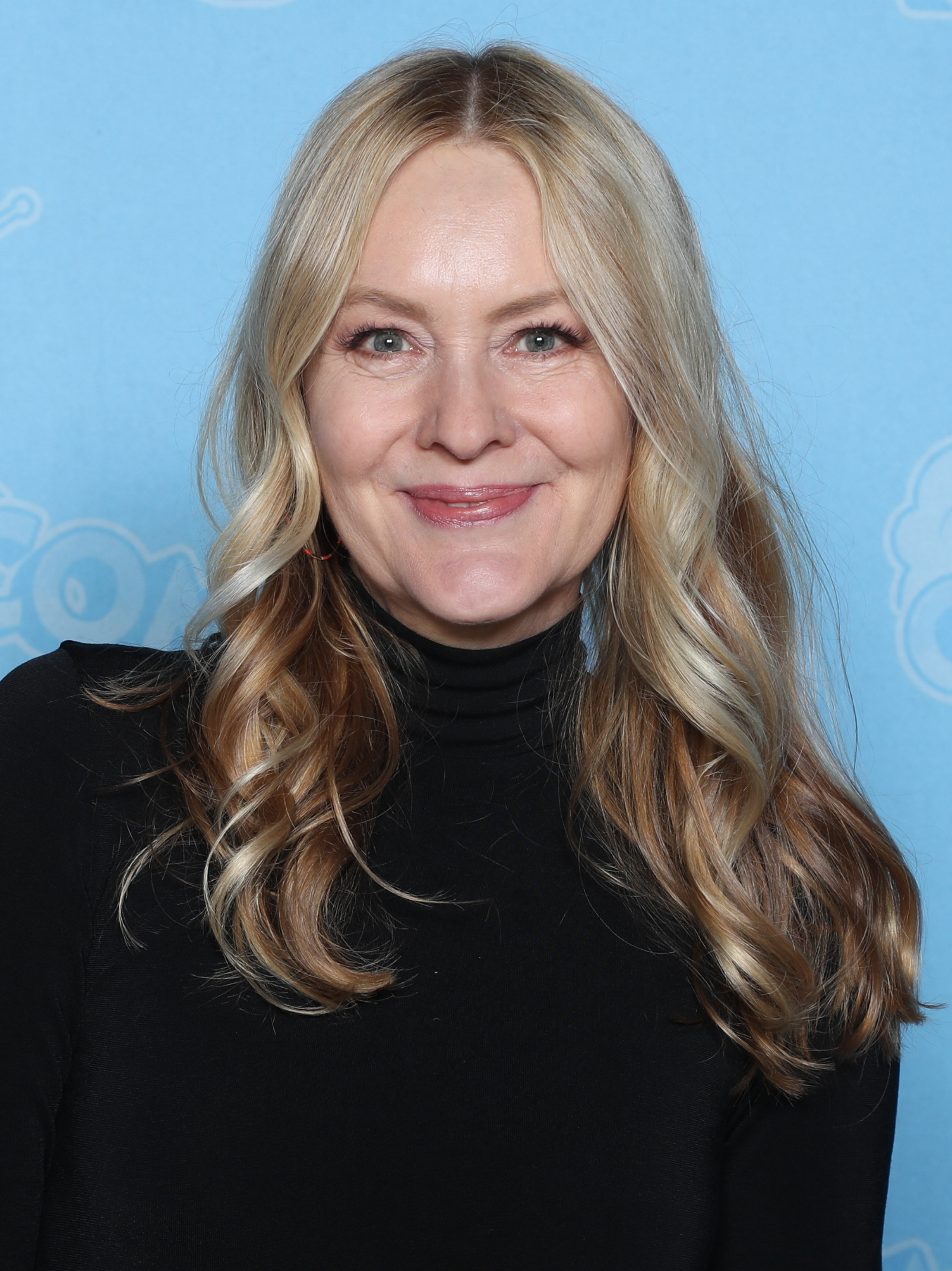
Linda Larkin

Linda Larkin (* 20. März 1970 in Los Angeles) ist eine US-amerikanische Filmschauspielerin und Synchronsprecherin.

## Leben
Linda Larkin ist seit 1990 als Schauspielerin und Synchronsprecherin tätig. Ab 1992 synchronisierte sie „Prinzessin Jasmin“ im Disney-Zeichentrickfilm Aladdin und den Folgefilmen, der TV-Serie und den Computerspielen. 2011 wurde sie mit einem Disney-Legend-Award ausgezeichnet.
Sie ist seit 2002 mit dem Schauspieler Yul Vazquez verheiratet.

## Filmografie (Auswahl)
- 1990: Der Typ mit dem irren Blick II (Zapped Again!)
- 1992: Aladdin (Zeichentrickfilm, Stimme)
- 1994: Dschafars Rückkehr (The Return of Jafar, Zeichentrickfilm, Stimme)
- 1994–1995: Aladdin (Zeichentrickserie, Stimme, 60 Folgen)
- 1996: Aladdin und der König der Diebe (Aladdin and the King of Thieves, Zeichentrickfilm, Stimme)
- 1996: Mutter mit Fünfzehn (Our Son, the Matchmaker)
- 2000: Ein Freund zum Verlieben (The Next Best Thing)
- 2004: Knots
- 2007: Joshua – Der Erstgeborene (Joshua)